# 萨菲 (马耳他)
萨菲，是马耳他的市镇及村庄，位于馬耳他島东南部。市镇面积为2.3平方公里，2019年人口数量为2,280人。